# George 'Ran' Laurie
William George Ranal “Ran” Mundell Laurie, född 4 juni 1915 i Grantchester, Cambridgeshire, död 19 september 1998 i Hethersett, Norfolk, var en brittisk idrottsman och mästare i rodd. Tillsammans med sin roddpartner Jack Wilson vann han guld i 'tvåa utan styrman' i de Olympiska sommarspelen 1948.
Laurie var utbildad och yrkesverksam som läkare.
Lauries yngste son från hans äktenskap med Patricia Laidlaw är skådespelaren Hugh Laurie, känd från bland annat tv-serierna House samt Jeeves och Wooster.